# Кліппінг (аудіо)

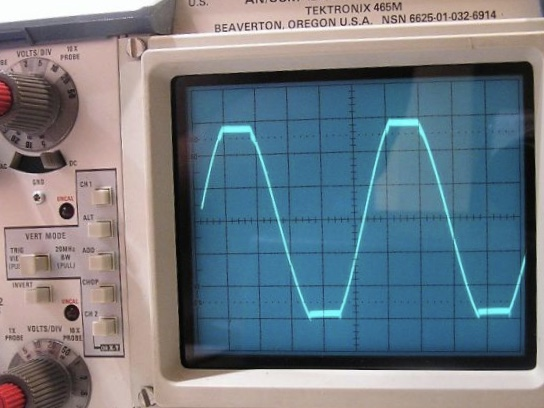
Кліппінг на екрані осцилографа. Замість чистої гармонічної хвилі спостерігається обмеження синусоїди зверху і знизу.

Кліппінг (англ. Clipping — обрізання, відсікання) — одна з форм спотворення форми хвилі, що виражається у обмеженні амплітуди сигналу при перевищенні вихідною напругою підсилювача ліміту напруги живлення.
 На осцилографі це відображається як обрізання верхівок синусоїдального сигналу. Суб'єктивно виражається у зростанні гучності звуку, появі «шипіння» і «тріску».